# Podmaniczky Horác
Báró aszódi és podmanini Podmaniczky Horác (Pest, 1866. január 23. – Rákoshegy, 1938. október 8.) statisztikus, műfordító, a Központi Statisztikai Hivatal könyvtárának vezetője.

## Életútja
Arisztokrata család, az aszódi és podmanini Podmaniczkyak sarja, Podmaniczky (III.) László báró és Sréter Malvin fia volt. Hatéves korától magántanárok tanították. 1875-től egy évig a fővárosi evangélikus elemi iskolába járt. 1876 és 1880 között családjával Pozsonyban élt, és az ottani evangélikus líceumban tanult. A budapesti piarista főgimnáziumban szerzett érettségi bizonyítványt 1884-ben, majd beiratkozott a Budapesti Királyi Magyar Tudományegyetem jogi karára. 1887 januárja és áprilisa között a Sorbonne „rendkívüli hallgatója” volt. Ősszel csatlakozott a budapesti Ferenc József laktanyában elhelyezett huszár önkéntesekhez. 1888-ban nemcsak jogi oklevelet szerzett, hanem tiszti vizsgát is tett. 1889 elején tartalékos hadnaggyá nevezték ki. Anyanyelvén kívül angolul, németül, franciául és olaszul beszélt, utóbbi kivételével mindegyik nyelven írt is.
1889 márciusától a Bereg vármegyei Bótrágyon lévő családi birtokon gazdálkodott. Németországban két hónapig tanulmányozta a korszerű gazdaságok működését. Részt vett az árvízmentesítő társulat igazgatóválasztmányának, 1891-től pedig a megyei közgyűlés állandó választmányának munkájában. A kedvezőtlenné vált gazdasági helyzet miatt a bótrágyi birtokot 1897-ben eladta, és Budapestre költözött. A következő három évben tárcaírásból és fordítási munkákból próbált megélni. 1900-ban lefordította Marcel Prévost A skorpió és Jane de La Vaudere A félneműek, egy évvel később Octave Mirbeau Egy szobaleány naplója című regényét. 1900-tól a Hazai Aszfaltipar Rt. alkalmazta főfelügyelői minőségben.
1902-ben lépett a Központi Statisztikai Hivatal (KSH) kötelékébe ideiglenes alkalmazottként. 1904-től statisztikai tisztként, 1907-től főtisztként dolgozott. Kezdetben a hivatal nemzetközi osztályán foglalkoztatták, és főleg fordítási munkákkal bízták meg, de 1907-től 1909-ig a könyvtárat is igazgatta. Feladatait „nagyon szorgalmasan, jeles eredménnyel” látta el. A szakkönyvtár élén szerzett gyakorlatának és a világnyelvek ismeretének köszönhetően 1909-ben a Rómában székelő Nemzetközi Mezőgazdasági Intézet könyvtári és bibliográfiai osztályának alapító vezetője lett. (KSH-s állásáról csak 1912-ben mondott le.) Itt dolgozott egészen az 1915. évi olasz hadba lépésig. Brüsszeli, londoni, párizsi és berlini tanulmányútjainak tapasztalatai alapján bevezette a tizedes osztályozást, és modern elvek szerint alakította ki a könyvtár raktári rendjét.
1915 és 1918 között katonai szolgálatot teljesített a déli hadszíntéren a 7. huszárezred kötelékében. A háborúba hadnagyként kapcsolódott be, századosként szerelt le. 1919-ben nemzetközi osztályt szervezett a közélelmezési minisztériumban. Ez a részleg tartotta a kapcsolatot a román megszállókkal Budapest élelmezésének biztosítása érdekében. 1921-ben osztálytanácsosi rangban a földművelésügyi minisztériumba került. 1923-tól a Magyar Statisztikai Társaság tagja volt. 1924-ben, miniszteri tanácsosként vonult nyugalomba. Még évekig segítette a Pénzügyminisztérium munkáját.